# The Dark Pictures Anthology
The Dark Pictures Anthology es una serie de antología de videojuegos interactivos de drama y terror de supervivencia desarrollada por Supermassive Games y publicada por Bandai Namco Entertainment. Está previsto que la antología constará de ocho juegos, cada uno de los cuales estará inspirado en un género de terror diferente. Cada juego presenta cinco personajes principales cuya supervivencia depende de las decisiones tomadas por el jugador. Si bien cada personaje sólo aparece en un juego, los modelos de rostros suelen reutilizarse en otros juegos, excepto en los de los actores principales. Los juegos utilizan una perspectiva en tercera persona y la posibilidad de elegir entre varias opciones de diálogo y cursos de acción.
La serie comenzó su primera temporada con Man of Medan en 2019, a la que le siguen Little Hope (2020), House of Ashes (2021) y The Devil in Me (2022). La próxima Directive 8020 dará inicio a la segunda temporada de la antología. Supermassive Games lanzó un videojuego derivado, The Dark Pictures: Switchback VR, para PlayStation VR2 el 16 de marzo de 2023.

## Juegos
| 2019 | Man of Medan    |
| 2020 | Little Hope     |
| 2021 | House of Ashes  |
| 2022 | The Devil in Me |
| 2023 | Switchback VR   |

Está previsto que la serie conste de ocho juegos, de los cuales cuatro ya han sido lanzados; Man of Medan (2019), Little Hope (2020), House of Ashes (2021) y el final de la primera temporada, The Devil in Me (2022). El plan inicial era lanzar un juego cada seis meses. Se lanzó un título de juego derivado Switchback VR (2023) para PlayStation VR2.
En febrero de 2022, Supermassive Games presentó marcas comerciales para seis posibles entradas futuras. Cinco presentaban la marca estándar de The Dark Pictures, subtitulada The Craven Man, Directive 8020, Intercession, Winterfold y Switchback. El sexto título potencial, subtitulado O Death, lleva la marca The Dark Pictures Presents. De estos títulos potenciales, hasta ahora se han anunciado oficialmente Switchback VR y Directive 8020. La próxima Directiva 8020 será el estreno de la segunda temporada.

### Primera temporada (2019-2022)
Man of Medan se reveló el 21 de agosto de 2018 y se lanzó en todo el mundo para PlayStation 4, Windows y Xbox One el 30 de agosto de 2019. Las versiones de PlayStation 5 y Xbox Series X/S con imágenes mejoradas se lanzaron como una actualización gratuita el 27 de septiembre de 2022, junto con una actualización para todas las plataformas que incluía un nuevo capítulo, una interfaz de usuario mejorada, nuevas configuraciones de dificultad y QTE, y otros ajustes y características. Se lanzó una versión para Nintendo Switch el 4 de mayo de 2023, el juego está inspirado en el mito del Ourang Medan, un presunto barco fantasma de la década de 1940, que naufragó después de que toda la tripulación muriera en circunstancias sospechosas. Durante la Segunda Guerra Mundial, una tormenta provoca que un arma bioquímica a bordo del SS Ourang Medan llamada Manchurian Gold se escape de las cajas. El gas hace que la tripulación vea figuras fantasmales, lo que provoca que toda la tripulación muera de un ataque cardíaco o de ser atacado accidentalmente por sus compañeros de tripulación. En la actualidad, Alex y su hermano Brad, así como la novia de Alex, Julia y su hermano, Conrad, y el capitán de su barco de buceo, Fliss, son abordados por piratas. Finalmente abordan el Ourang Medan, pensando que el oro de Manchuria es en realidad oro, aunque quién aborda el barco fantasma y cuándo depende de las elecciones del jugador. Durante el resto de la historia, las elecciones del jugador determinan quién vive y muere, y si alguien puede escapar del barco después de haber sido expuesto al oro de Manchuria.
Little Hope se reveló como un avance posterior a los créditos al final de Man of Medan y se lanzó en todo el mundo para PlayStation 4, Windows y Xbox One el 30 de octubre de 2020. Una actualización gratuita para PlayStation 5 y Xbox Series X /S se lanzó el 27 de septiembre de 2022. La actualización incluyó imágenes mejoradas, interfaz de usuario mejorada, nueva dificultad y configuraciones QTE, entre otros ajustes y características. El juego está inspirado en los juicios de brujas de Salem de 1692, pero también se inspira en una variedad de películas y juegos. Las inspiraciones cinematográficas incluyen The Blair Witch Project (1999) y The Omen (1976), mientras que la franquicia Silent Hill es una inspiración clave para los videojuegos.
House of Ashes se reveló por primera vez en un avance posterior a los créditos al final de Little Hope y se lanzó en todo el mundo para PlayStation 4, PlayStation 5, Windows, Xbox One y Xbox Series X/S el 22 de octubre de 2021. El juego está inspirado en las películas Aliens (1986), Predator (1987) y The Descent (2005); el libro At the Mountains of Madness; y el mito de The Curse of Akkad.
The Devil in Me se reveló en un avance posterior a los créditos al final de House of Ashes y se lanzó en todo el mundo para PlayStation 4, PlayStation 5, Windows, Xbox One y Xbox Series X/S el 18 de noviembre de 2022 como el final de la primera temporada de la antología. El juego está inspirado en HH Holmes asesino en serie de Estados Unidos, y su "Murder Castle", así como en varias películas de terror, incluidas Psycho (1960), The Shining (1980), la franquicia Saw, la franquicia Halloween y la franquicia Viernes 13.

### Segunda temporada
The Dark Pictures Anthology: Directive 8020 se reveló en un avance posterior a los créditos al final de The Devil in Me. Será el estreno de la segunda temporada de la antología. A mediados de octubre de 2022, la Directive 8020 estaba entrando en producción con una gran cantidad de datos ya capturados. El 31 de diciembre de 2023, se publicó un breve vídeo teaser del juego para celebrar la víspera de año nuevo.
El director del estudio, Dan McDonald, también dijo: "El juego n.° 6 se encuentra en su fase inicial de diseño. El juego n.° 7, ya sabes, lo comenzamos ayer [17 de octubre], de hecho. Pero sabemos desde hace mucho tiempo lo que es. Como iba a ser, empezamos con el director del juego trabajando en ello".

### Spin-off
Switchback VR se anunció el 2 de noviembre de 2022 y se denominó título de la ventana de lanzamiento de PlayStation VR2. Sin embargo, en enero de 2023, Supermassive Games anunció que el juego se retrasaría ligeramente, lo que llevaría a su lanzamiento el 16 de marzo de 2023 en PlayStation VR2. Es un sucesor espiritual de Until Dawn: Rush of Blood.

## Elementos comunes
Los juegos de la serie tienen una temática de terror (con diferentes géneros de terror en cada entrega) y hacen que los jugadores tomen decisiones por sus personajes y observen cómo se desarrollan las consecuencias. Como se analiza en Until Dawn, estos juegos dependen en gran medida del efecto mariposa, y cada decisión que tome el jugador puede afectar el final que el jugador puede lograr. Los juegos admiten el juego multijugador cooperativo, donde cada jugador controla un personaje.
Todos los juegos están vinculados a través de The Curator, un personaje con la voz de Pip Torrens y inspirado en Tony Pankhurst, que está presente en cada entrega para presentar cada historia individual y ocasionalmente conversa con el jugador en su misterioso y extraño lugar llamado The Repository. The Curator es una continuación de la tradición de Supermassive Games de tener "narradores" que aparecen en breves intermedios para dar pistas o pistas crípticas, comenzando con el Dr. Hill, el psiquiatra en Until Dawn, y luego continuando con Eliza, la adivina en The Quarry.

### Diseño artístico
El logo principal de la serie y todos los juegos contienen una calavera que ocupa un lugar destacado en la portada. Para los juegos, la calavera contiene adelantos de lo que hay en el juego, al mismo tiempo que presenta el personaje del actor principal. El cráneo de Man of Medan presenta una brújula alrededor del borde superior. Dentro del cráneo aparece Conrad con el Ourang Medan en un color verdoso junto a él. Detrás del cráneo hay un mapa. Little Hope presenta a Andrew en primer plano, con Mary cerca de un fuego y una figura de palo colgando. Detrás del cráneo hay un mapa quemado. House of Ashes presenta una calavera con colmillos, así como Rachel y una estatua de Pazuzu. Detrás de la calavera hay una pared de piedra arenisca con varias imágenes, incluida parte de un mapa. El cráneo de Devil in Me tiene un trozo de metal adherido a la boca con sangre. Kate aparece, junto con Du'Met y la réplica del World's Fair Hotel. Al fondo aparece un mapa de la zona.

## Recepción
| Videojuego      | Metacritic                                          |
| --------------- | --------------------------------------------------- |
| Man of Medan    | (PC) 75/100 (PS4) 69/100 (XONE) 69/100              |
| Little Hope     | (PC) 73/100 (PS4) 71/100 (XONE) 65/100              |
| House of Ashes  | (PC) 73/100 (PS4) 74/100 (PS5) 72/100 (XSXS) 74/100 |
| The Devil in Me | (PC) 69/100 (PS5) 69/100 (XSXS) 79/100              |
| Switchback VR   | (PS5) 64/100                                        |

Durante su semana de debut, Man of Medan fue el tercer juego físico más vendido en el Reino Unido y el más vendido en Europa, Medio Oriente, África y Asia y alcanzó el millón de copias vendidas en todo el mundo después un año a la venta. Las ventas físicas de Little Hope durante su primera semana en el Reino Unido fueron un 47% más bajas que las de Man of Medan; GamesIndustry.biz comentó que esto puede deberse en parte a la pandemia de COVID-19, que llevó a que un mayor número de jugadores compraran versiones digitales de videojuegos que en años anteriores.

## Desarrollo
La serie está desarrollada por Supermassive Games. En 2020, el editor Bandai Namco Entertainment lo describió como difícil de comercializar como serie, ya que se llamó "antología" y solo tenía una entrada; lo consideraron una inversión a largo plazo, que pensaron que tendría más sentido para los jugadores y conseguiría una mayor audiencia a medida que hubiera más juegos disponibles.

### Music
La música de la serie está compuesta por Jason Graves, mientras que el tema de apertura es una interpretación de Conversations with Death, que fue grabada en 2017 por las bandas de metal estadounidenses Khemmis y Spirit Adrift.

## Elenco y personajes
| Personaje                                 | Temporada uno       | Temporada uno      | Temporada uno         | Temporada uno          | Spin-off             | Temporada dos        |
| Personaje                                 | Man of Medan (2019) | Little Hope (2020) | House of Ashes (2021) | The Devil in Me (2022) | Switchback VR (2023) | Directive 8020 (TBA) |
| ----------------------------------------- | ------------------- | ------------------ | --------------------- | ---------------------- | -------------------- | -------------------- |
| The Curator                               | Pip Torrens         | Pip Torrens        | Pip Torrens           | Pip Torrens            | Cameo sin hablar     |                      |
| Charlie Anderson                          | Sean Colby          |                    |                       |                        |                      |                      |
| Conrad                                    | Shawn Ashmore       |                    |                       |                        |                      |                      |
| Danny                                     | Russell Yuen        |                    |                       |                        |                      |                      |
| Fliss DuBois                              | Ayisha Issa         |                    |                       |                        |                      |                      |
| Julia                                     | Arielle Palik       |                    |                       |                        |                      |                      |
| Junior                                    | Chimwemwe Miller    |                    |                       |                        |                      |                      |
| Olson                                     | Kwasi Songui        |                    |                       |                        |                      |                      |
| Joe Roberts                               | Adrian Burhop       |                    |                       |                        |                      |                      |
| Alex Smith                                | Kareem Alleyne      |                    |                       |                        |                      |                      |
| Brad Smith                                | Chris Sandiford     |                    |                       |                        |                      |                      |
| Andrew / Anthony Clarke / Abraham Alastor |                     | Will Poulter       |                       |                        |                      |                      |
| Angela / Anne Clarke                      |                     | Ellen David        |                       |                        |                      |                      |
| Vince Barnes                              |                     | Kevin Hanchard     |                       |                        |                      |                      |
| Leonard Carson                            |                     | George Weightman   |                       |                        |                      |                      |
| Simon Carver                              |                     | David Smith        |                       |                        |                      |                      |
| Megan Clarke                              |                     | Ella Rose Coderre  |                       |                        |                      |                      |
| Daniel / Dennis Clarke                    |                     | Kyle Bailey        |                       |                        |                      |                      |
| Amy Lambert                               |                     | Louise Atkins      |                       |                        |                      |                      |
| Joseph Lambert                            |                     | Martin Walsh       |                       |                        |                      |                      |
| John / James Clarke                       |                     | Alex Ivanovici     |                       |                        |                      |                      |
| David Milton                              |                     | Scott Haining      |                       |                        |                      |                      |
| Mary Milton                               |                     | Holly Smith        |                       |                        |                      |                      |
| Tabitha Milton                            |                     | Rebecca Brierley   |                       |                        |                      |                      |
| Taylor / Tanya Clarke                     |                     | Caitlyn Sponheimer |                       |                        |                      |                      |
| Isaac Worel                               |                     | Freddie Bolt       |                       |                        |                      |                      |
| Thomas Wyman                              |                     | Adam Jowett        |                       |                        |                      |                      |
| Balathu                                   |                     |                    | Zaydun Khalaf         |                        |                      |                      |
| Dar Basri                                 |                     |                    | Nabeel El Khafif      |                        |                      |                      |
| Brooks                                    |                     |                    | Brittany Drisdelle    |                        |                      |                      |
| Joey Gomez                                |                     |                    | Sammy Azero           |                        |                      |                      |
| Nick Kay                                  |                     |                    | Moe Jeudy-Lamour      |                        |                      |                      |
| Eric King                                 |                     |                    | Alex Gravenstein      |                        |                      |                      |
| Rachel King                               |                     |                    | Ashley Tisdale        |                        |                      |                      |
| Jason Kolchek                             |                     |                    | Paul Zinno            |                        |                      |                      |
| Kurum                                     |                     |                    | Waleed Hammad         |                        |                      |                      |
| Naram-Sin                                 |                     |                    | Sami Karim            |                        |                      |                      |
| Nathan Merwin                             |                     |                    | Alex Mallari Jr.      |                        |                      |                      |
| Miller                                    |                     |                    | Marcel Jeannin        |                        |                      |                      |
| Salim Othman                              |                     |                    | Nick E. Tarabay       |                        |                      |                      |
| Clarice Stokes                            |                     |                    | Clare McConnell       |                        |                      |                      |
| H. H. Holmes                              |                     |                    |                       | John Dagleish          |                      |                      |
| Erin Keenan                               |                     |                    |                       | Nikki Patel            |                      |                      |
| Charlie Lonnit                            |                     |                    |                       | Paul Kaye              |                      |                      |
| Joseph Morello                            |                     |                    |                       | Abdul Salis            |                      |                      |
| Mark Nestor                               |                     |                    |                       | Fehinti Balogun        |                      |                      |
| Jamie Tiergan                             |                     |                    |                       | Gloria Obianyo         |                      |                      |
| Jeff Whitman                              |                     |                    |                       | Edward Bluemel         |                      |                      |
| Marie Whitman                             |                     |                    |                       | Kitty Archer           |                      |                      |
| Kate Wilder                               |                     |                    |                       | Jessie Buckley         |                      |                      |
| Anthony                                   |                     |                    |                       |                        | Milton L.            |                      |
| Belial / Laila                            |                     |                    |                       |                        | Amelia Tyler         |                      |
| Charlotte                                 |                     |                    |                       |                        | Clare Foster         |                      |
| Claudia                                   |                     |                    |                       |                        | Angeline F.          |                      |
| Fireman                                   |                     |                    |                       |                        | Ed Ashe              |                      |
| Robert                                    |                     |                    |                       |                        | John Moraitis        |                      |